# Hafen Wremen

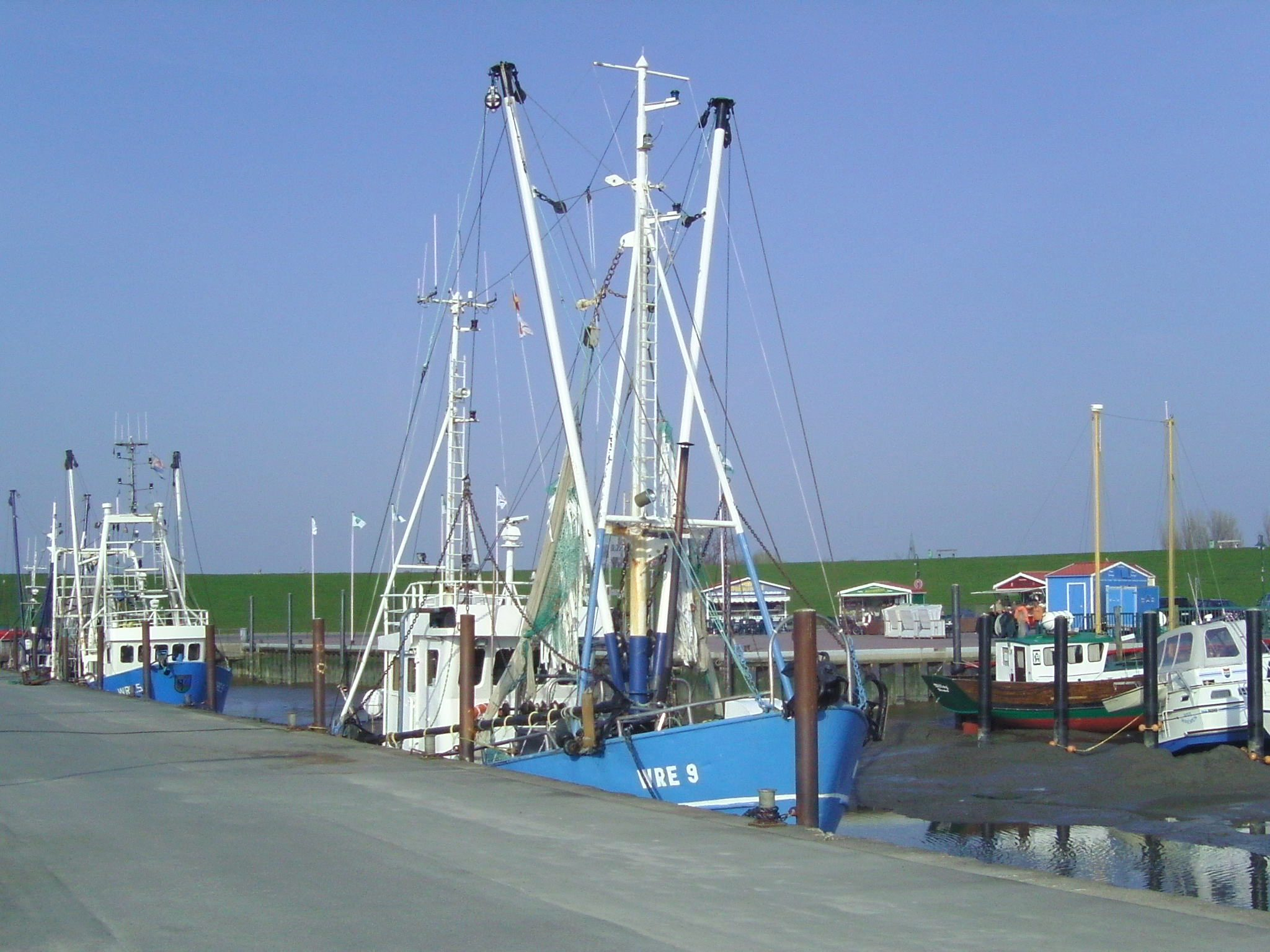
Fischkutter im Hafen Wremen

Der Hafen Wremen ist ein tidenabhängiger Fischerei- und Sportboothafen im Wremer Tief bei Wremen. 
Der Hafen ist über eine Fahrrinne zur Außenweser zu erreichen. Hafen und Fahrrinne fallen bei Niedrigwasser trocken. Im Hafen selbst haben einige gewerbliche Fischkutter ihren Liegeplatz. Daneben hat der Hafen einige Liegeplätze für Sportboote.
Im direkten Umfeld des Hafens liegt ein Campingplatz. 